# Basilica santuario di Maria Santissima Addolorata
La basilica santuario di Maria Santissima Addolorata, o semplicemente basilica dell'Addolorata è un importante luogo di culto cattolico situato nel comune di Castelpetroso, in provincia di Isernia, e appartenente all'arcidiocesi di Campobasso-Boiano.

## Storia

### Le apparizioni
Secondo la testimonianza delle veggenti, la Vergine Maria apparve la prima volta il 22 marzo 1888 a due pastorelle di nome Serafina e Bibiana in località Cesa tra Santi, sulle pendici del Monte Patalecchia. A questa prima apparizione ne seguirono altre e, in seguito al riconoscimento di tale fenomeno, papa Paolo VI ha proclamato Maria Santissima Addolorata di Castelpetroso patrona del Molise il 6 dicembre 1973.

### La costruzione
Negli anni novanta del XIX secolo, si decise di costruire un santuario presso il luogo delle apparizioni, ma più a valle rispetto a questo, affinché fosse più facilmente raggiungibile dai pellegrini. Il progetto venne affidato a Giuseppe Gualandi, alla cui morte (1944) subentrò il figlio Francesco.
Il 28 settembre 1890 venne posata la prima pietra e si diede inizio alla costruzione del santuario. Essa procedette a rilento a causa di problemi economici e delle due guerre mondiali: nel 1907 fu terminata e aperta al culto la cappella dei Polacchi, ma le mura perimetrali della chiesa furono portate a compimento solo nel 1950, grazie alle sovvenzioni di don Nicolino Passarelli, canonico teologo della cattedrale di Venafro, avvocato della Sacra Rota e professore. Nei decenni successivi si completò il santuario che venne consacrato il 21 settembre 1975 dal vescovo di Boiano-Campobasso Alberto Carinci.

### Vicende successive
Il 19 marzo 1995, giorno di san Giuseppe e terza domenica di quaresima, papa Giovanni Paolo II, in occasione del suo secondo viaggio pastorale in Molise, visitò il luogo delle apparizioni e il santuario, e celebrò la santa messa e l'Angelus.
Il 14 novembre 2004, l'arcivescovo metropolita di Campobasso-Boiano Armando Dini ha promulgato il nuovo statuto del santuario, che è stato affidato ad un proprio vicario episcopale. In conseguenza di tale nuovo statuto, i frati francescani dell'Immacolata, che amministravano economicamente e pastoralmente le attività del santuario, ne hanno successivamente abbandonato la direzione dopo 12 anni di attività al suo interno, al loro posto sono subentrati i frati minori conventuali.
Nel gennaio 2005 è stato realizzato l'adeguamento liturgico posizionando il nuovo altare al centro dell'aula.
Il 21 settembre 2011, in occasione del 121º anniversario della posa della prima pietra, il santuario ha ricevuto la visita del cardinale Angelo Bagnasco, presidente della Conferenza Episcopale Italiana.
Il 21 settembre 2013, 123º anniversario della posa della prima pietra, il santuario è stato elevato alla dignità di basilica minore da papa Francesco, il quale l'ha visitata il 5 luglio 2014 incontrando i giovani di Abruzzo e Molise.

### Presenza di religiosi
Dal febbraio 1993 al 2005 il santuario è stato affidato alle cure pastorali e liturgiche dei francescani e delle francescane dell’Immacolata, fondati da padre Stefano Maria Manelli negli anni settanta. Nel nuovo millennio sono subentrati i frati minori conventuali di Abruzzo e Molise. L'assistenza dei pellegrini e l'orfanotrofio sorto accanto alla chiesa sono stati affidati alle piccole discepole di Gesù di Marino (Roma) fino al 2013.
Dal 28 settembre 2014 i servizi di assistenza dei pellegrini sono stati affidati a un altro istituto religioso femminile, le serve del Signore e della Vergine di Matarà.

## Descrizione

### Esterno

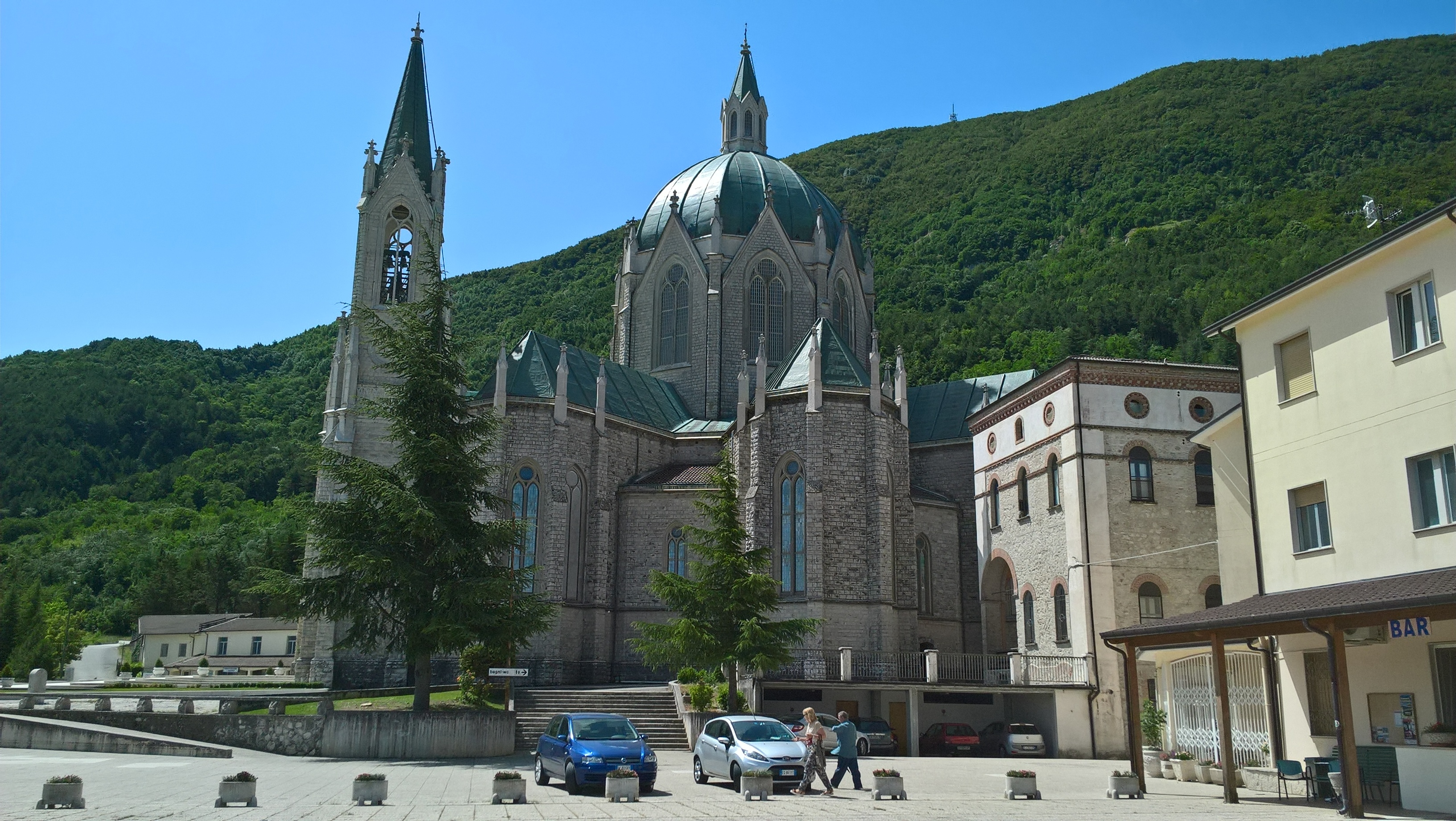
Veduta esterna

Il santuario della Santissima Addolorata sorge all'interno del territorio del comune di Castelpetroso, ad est della frazione Pastena, non lontano dalla strada statale 17 dell'Appennino Abruzzese e Appulo Sannitica.
L'esterno della chiesa è caratterizzato dalla facciata. Essa è stretta fra le due torri campanarie ed è tripartita orizzontalmente da tre sezioni della medesima altezza, ciascuna delle quali termina con una cuspide triangolare; al centro si apre una quadrifora, ai lati una trifora. In basso, vi sono i tre portali strombati, decorati con lunette musive raffiguranti Gesù in croce tra Maria e Giovanni (al centro), l'Annunciazione (a sinistra) e l'Incoronazione di Maria (a destra). I battenti bronzei raffigurano scene dell'Antico e dal Nuovo Testamento. I due campanili sono a pianta quadrata e presentano due ordini sovrapposti di bifore, con quello inferiore più alto. Al loro interno si trova un concerto composto da dieci campane della Pontificia Fonderia di Campane Marinelli.
La cupola ottagonale si innesta su un alto tamburo che presenta, su ciascun lato, terminante con una cuspide triangolare, una bifora. La cupola è sormontata da una lanterna, anch'essa ottagonale, che alla sua sommità raggiunge un'altezza di 52 metri.

### Interno

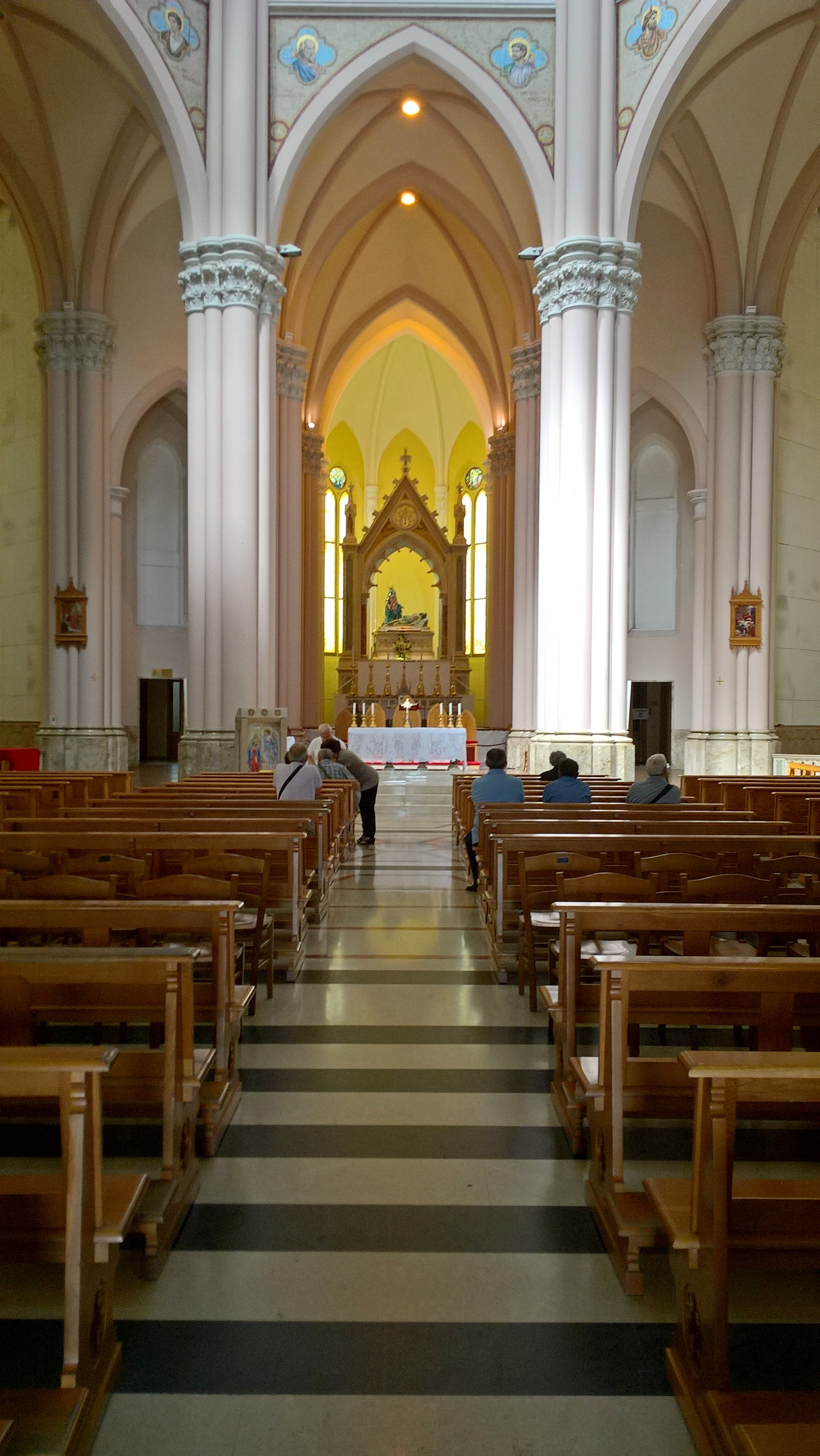
Interno

L'interno della chiesa è caratterizzato dalla particolare pianta centrale, costituita dall'aula ottagonale coperta dalla cupola e circondata da un deambulatorio con volta a crociera, lungo il quale si aprono tre profonde cappelle absidate e due più piccole a pianta quadrata; i tre portali non danno direttamente sul deambulatorio, ma su un endonartece di un'unica campata diviso in tre navate da archi a tutto sesto; sul lato opposto, si trova la cappella maggiore, leggermente più grande rispetto alle altre sei, delle quali ricalca la pianta e con le quali vuole significare il numero delle spade che trafiggono il cuore di Maria Addolorata. In ognuna delle sei cappelle laterali, vi è un altare in marmi policromi sormontato da una tela di Amedeo Trivisonno raffigurante uno dei dolori di Maria; di Trivisonno sono anche le tele della Resurrezione di Gesù e dell'Assunzione di Maria, poste nell'endonartece.
La cappella maggiore, in asse con l'ingresso, presenta il pavimento rialzato rispetto al resto della chiesa. Al suo interno si trova l'antico altare maggiore in marmi policromi, sormontato dal cosiddetto Trono, edicola marmorea neogotica riccamente decorata all'interno della quale si trova il Simulacro di Maria Santissima Addolorata di Castelpetroso. Questo è costituito da due statue in legno dipinto raffigurante la Vergine semi inginocchiata presso il corpo, deposto per terra, di Gesù morto. L'attuale gruppo scultoreo risale al 1963 ed è il frutto del rifacimento dell'originale, opera di Nicola Santillo, donato nel 1894 dalla popolazione di Colle Sannita.

### Organo a canne
Sulla cantoria in controfacciata, si trova l'organo a canne, costruito nel 1993 dai Fratelli Ruffatti. Lo strumento è a trasmissione mista, meccanica per i manuali e il pedale ed elettrica per i registri, e la sua consolle, avente due tastiere di 58 note ciascuna e pedaliera concavo-radiale di 32 note, è a finestra. La cassa è caratterizzata dalla mostra, composta da canne di principale disposte a cuspide e ad ali in più campi.
A pavimento nell'aula si trova un secondo organo a canne, un positivo a cassapanca costruito nel 2017 da Nicola Puccini; a trasmissione integralmente meccanica, dispone di cinque registri su unico manuale, senza pedaliera.

## Galleria d'immagini

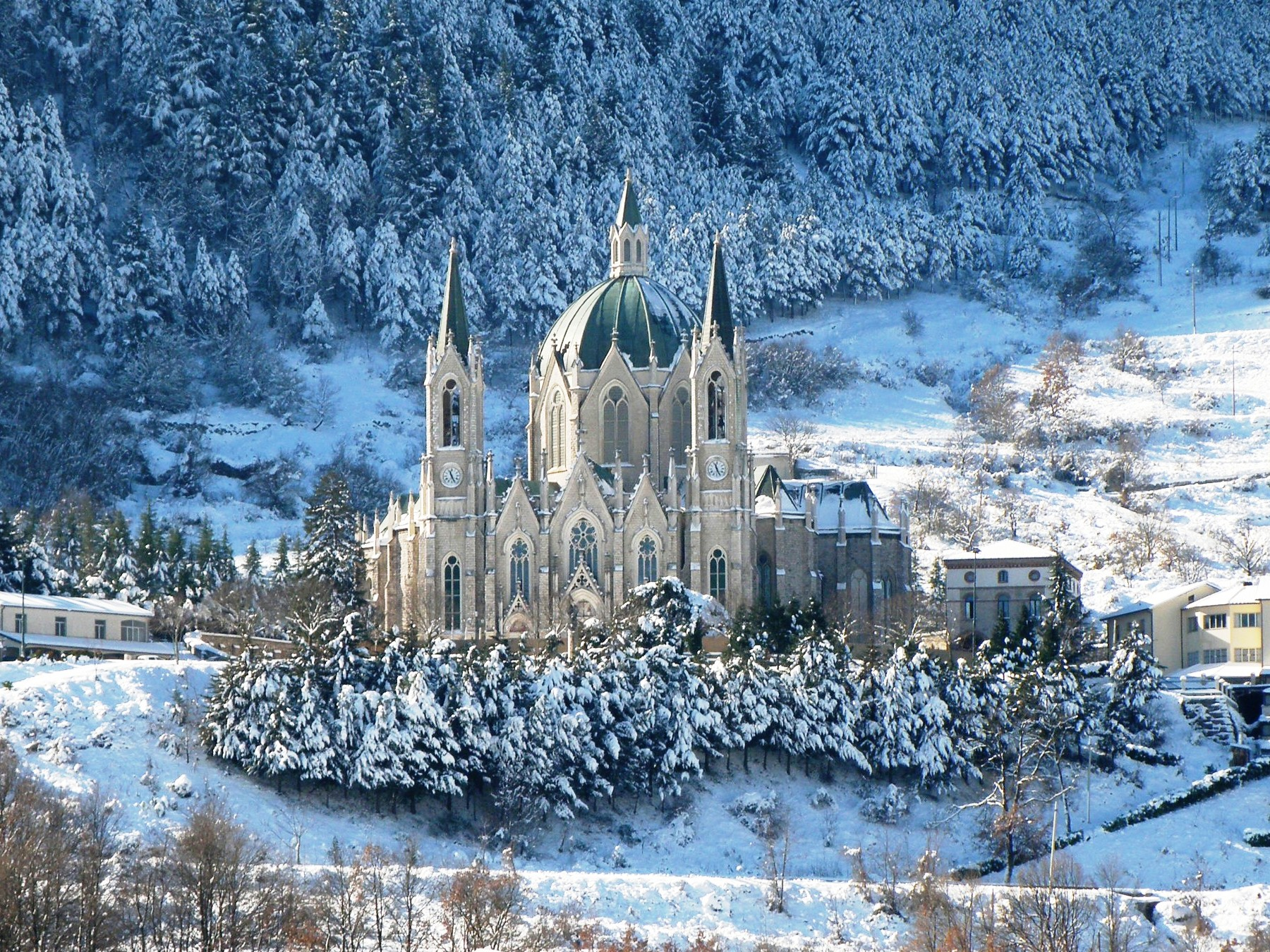
La basilica innevata
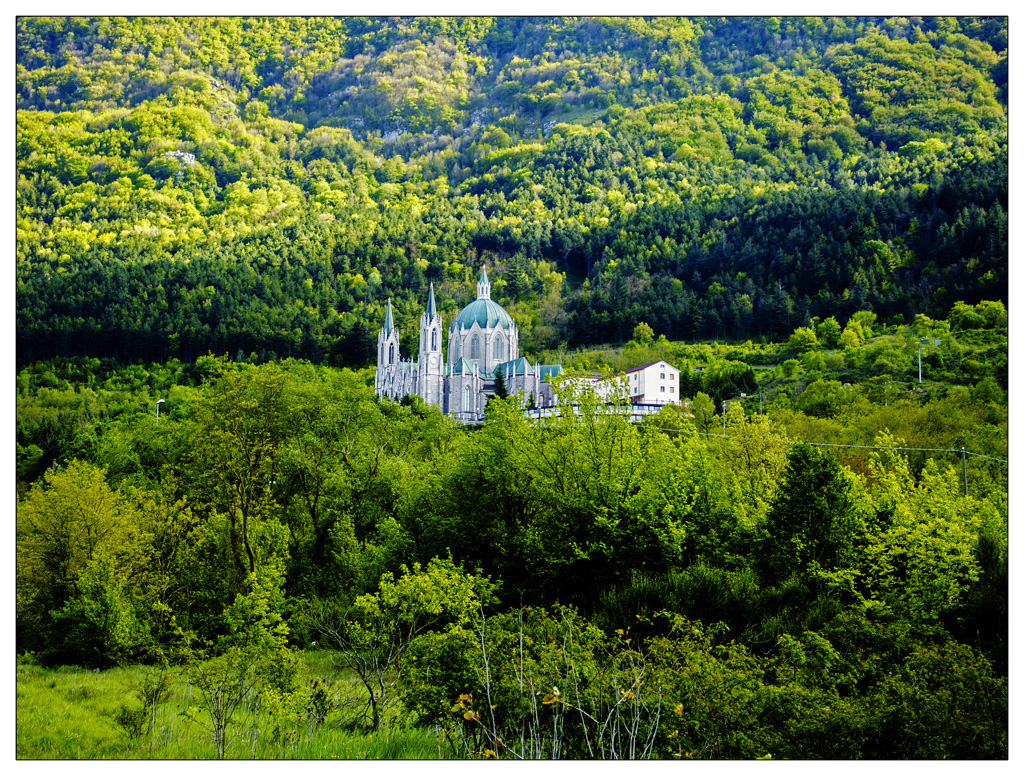
La basilica circondata dai boschi
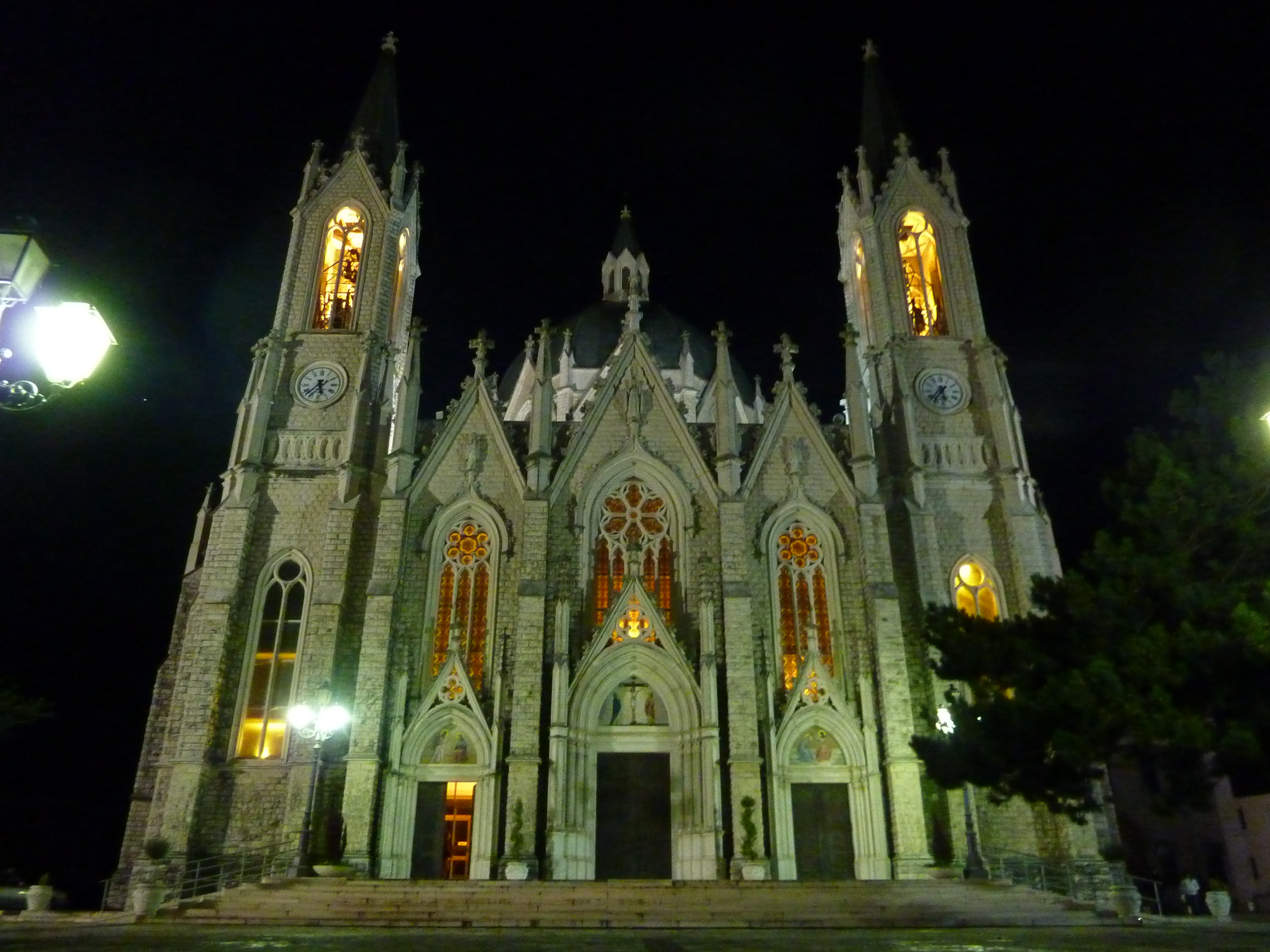
La basilica di notte
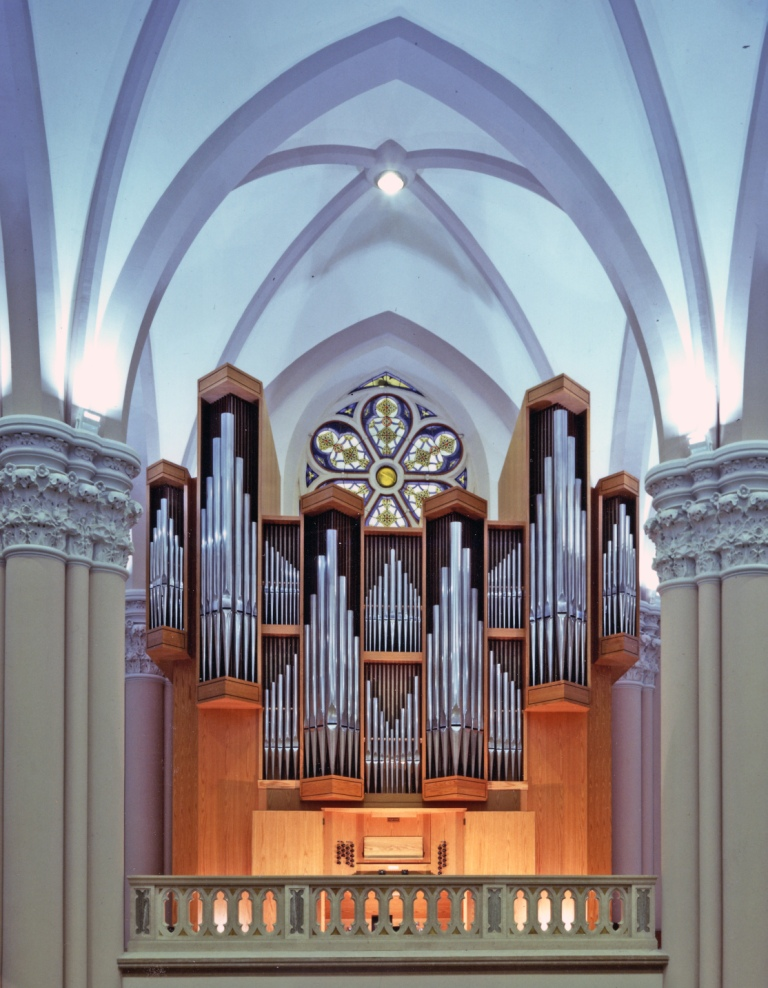
L'organo Ruffatti
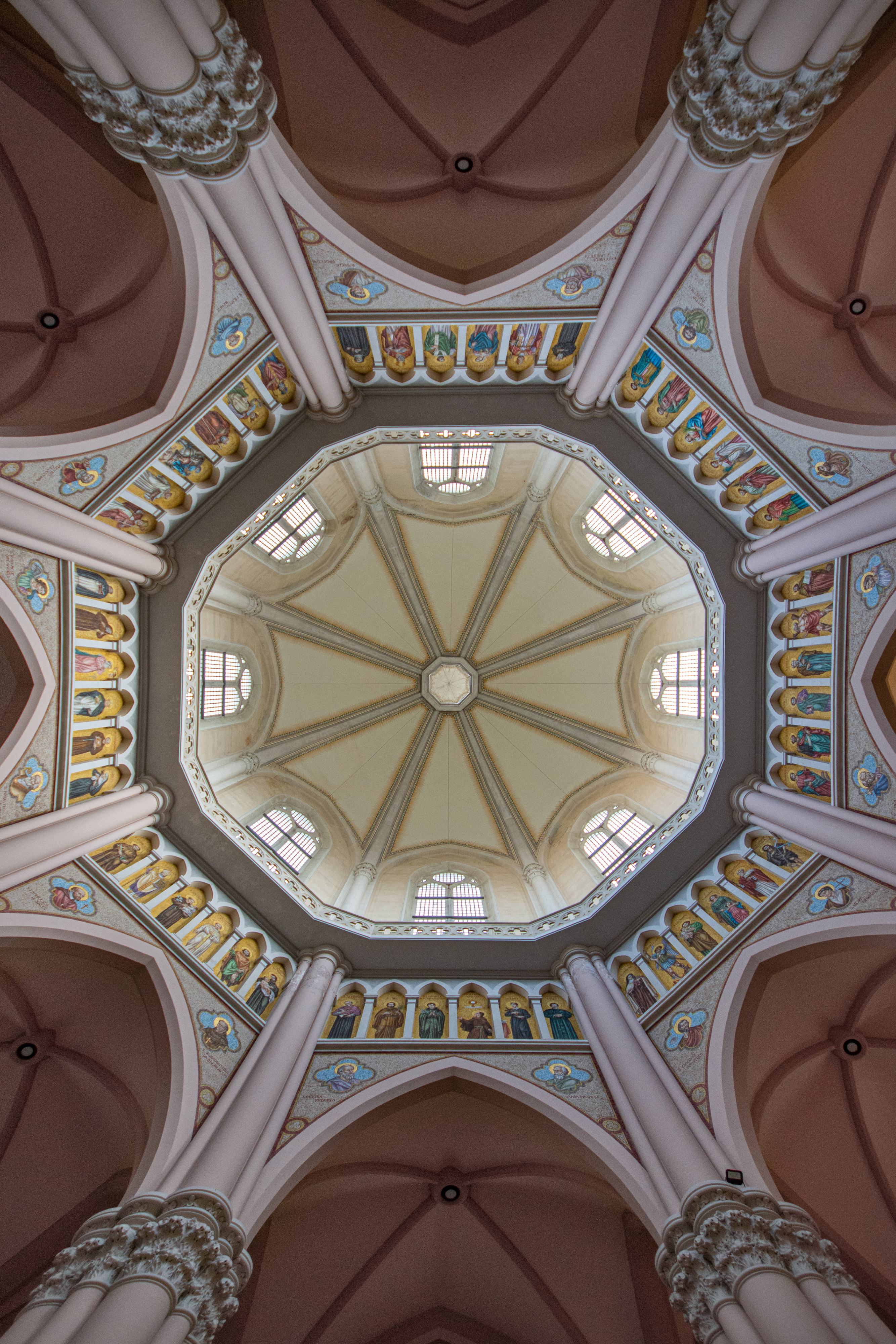
La cupola